# Dialeurolonga phyllarthronis
Dialeurolonga phyllarthronis là một loài côn trùng cánh nửa trong họ Aleyrodidae, phân họ Aleyrodinae.
Dialeurolonga phyllarthronis được Takahashi miêu tả khoa học đầu tiên năm 1955.